# L'Ange du foyer
Pour les articles homonymes, voir L'Ange du foyer (Ernst).
Pour plus de détails, voir Fiche technique et Distribution.
L'Ange du foyer est un  film français réalisé par Léon Mathot, sorti en 1937.

## Synopsis
Jacques de Chardin, coureur de femmes, épouse une riche et jeune américaine, Mary-Ann. Il ne renonce pas, pour autant, à ses conquêtes et a une liaison avec Chouquette. Sa femme et son ami, le baron Sigismond, décident de simuler une liaison afin de se venger.

## Fiche technique
- Titre original : L'Ange du foyer
- Réalisation : Léon Mathot
- Scénario : Jacques Bousquet, d'après la pièce éponyme de Robert de Flers et Gaston Armand Caillavet (créée en mars 1905 au Théâtre des Nouveautés)
- Décors : Jacques Colombier
- Photographie : René Gaveau et Charles Gaveau
- Musique : Jean Lenoir
- Montage : Jacques Desagneaux
- Société de production : Société Nouvelle de Cinématographie (SNC)
- Direction de production : Léon Beytout et René Pignières
- Pays :  France
- Format : Son mono  - Noir et blanc - 35 mm  - 1,37:1
- Genre : Comédie
- Durée : 95 minutes
- Dates de sortie 
  - France : 26 février 1937
- Affiche : Roger Rojac (France)

## Distribution
- Lucien Baroux : le baron Sigismond des Oublies
- Betty Stockfeld : Mary-Ann
- Roger Duchesne : Jacques de Chardin
- Nina Myral : Mrs.Watson
- Jean Tissier : Me Charlotte
- Viviane Romance : Chouquette
- Marcel Maupi : le cousin Godard
- Jane Marken : Augustine
- Georges Cahuzac
- Julien Clément
- Jean Diener
- Charles Moulin
- Simone Renant
- Sinoël
- Simone Gauthier
- May Vincent
- Andrée Berty
- Roger Puylagarde